# 岐阜救急災害医療研究開発機構
特定非営利活動法人 岐阜救急災害医療研究開発機構（ぎふきゅうきゅうさいがいいりょうけんきゅうかいはつきこう）は、大学医学部、工学部、県医師会、県歯科医師会、県内主要救急医療機関の代表から構成され、様々な救急および災害医療の普及に関連したシミュレーション研修の開発や研究会・講演会・学会などの支援を行っている特定非営利活動法人。英文名称はGifu Emergency and Disaster Medicine Research Organizationで、略称はGEDMRO。

## 組織概要
- 代表者 日野 晃紹（理事長）

　　　　小倉　真治（常務理事）
- 本部所在地　岐阜県岐阜市柳戸1-1 岐阜大学大学院医学系研究科救急・災害医学分野内

## 沿革
- 2007年（平成19年）4月18日　岐阜県から特定非営利活動法人として認証
- 2008年（平成20年）2月1日　医学領域のシミュレーション研修を開発する日本臨床シミュレーション機構加盟

## 活動内容
特定非営利活動に係る様々な事業を行っている
1. 地域における救急災害医療に関する研究・開発事業
2. 地域における救急災害医療に関するセミナー、講演会等の企画・運営事業
3. 地域における救急災害医療に関する情報提供事業
4. 地域における救急災害医療を支える電子システムの研究・開発事業
5. 地域住民に対する救急災害医療の普及啓発事業
6. 第3条に関わる様々な権利の保有利用に必要な事業
7. 地域医療連携化への人的支援（医療機関へのCIO機能）

### 主要な活動
- 医師会向け災害医療啓発コース：2時間コース
  - 一般診療科の医師に、災害医療に最も必要なエッセンスを理解習得してもらい、災害時に他の機関との活動が円滑に行えるようにする。
- 飛越街道セミナー
  - 岐阜県及び富山県の研修医を中心とした若い医療関係者に対して、ICLS（心停止患者の初療に対する標準プログラム）ISLS（脳卒中患者の初療に対する標準プログラム）を中心としたハイブリッドコース。
- 岐阜人工呼吸セミナー
  - 看護師、理学療法士、救急救命士、若手医師に対して、人工呼吸使用時の様々な問題点を詳細に講義するセミナー。
- 地域における救急災害医療に関する情報提供事業
- ICLS普及用DVDの作成販売
- 医師会向け災害訓練DVDの作成
- 地域における救急災害医療を支える電子システムの研究・開発事業
- GEMSIS（岐阜救急医療連携支援システム）の開発